# Petite fée de soie
 (juin 2016).
Si vous disposez d'ouvrages ou d'articles de référence ou si vous connaissez des sites web de qualité traitant du thème abordé ici, merci de compléter l'article en donnant les références utiles à sa vérifiabilité et en les liant à la section « Notes et références ».
Albums de Sheryfa Luna
Si tu me vois
(2010)
Singles
1. M'envoler
Sortie : 21 février 2012
2. Le Temps court
Sortie : 3 septembre 2012

Petite fée de soie est le quatrième album studio de la chanteuse Sheryfa Luna, sorti le 12 novembre 2012.

## Genèse
En février 2012 Sheryfa Luna dévoile la pochette officiel de son album mais lors de la sortie de l'album une autre pochette est dévoilée. 
L'album devait sortir à l'hiver 2012 mais a été repoussé jusqu'à l'automne 2012. Le premier single M'envoler n'a pas été illustré avec un clip vidéo car l'album avait été repoussé pour une autre date et le single étant passé inaperçu. Le deuxième single Le temps court sorti en septembre 2012 qui lui aussi est passé inaperçu à la télévision mais qui lui a valu une pré-nomination au NRJ Music Awards 2013. Il s'écoule à seulement 5000 exemplaires.

## Liste des pistes
1. Mon style
2. Caractère
3. Mon paradis
4. Si tu veux de moi
5. M'envoler
6. Petite fée de soie
7. Quand les masques tombent (featuring Colonel Reyel)
8. La Vie d'artiste
9. Superman
10. Le Temps court
11. Une minute d'amour
12. Si tu veux de moi (Instrumental)

## Singles
- M'envoler, dévoilé le 21 février 2012, est le premier single extrait de cet album.
- Le Temps court, dévoilé le 3 septembre 2012, est le deuxième single.